# Pat McDonald (Leichtathlet)
Patrick Joseph „Pat“ McDonald (geb. McDonnell; * 29. Juli 1878 in Killard, County Clare, Irland; † 16. Mai 1954 in New York) war ein US-amerikanischer Doppelolympiasieger irischer Herkunft, der 1920 mit seinem Sieg im 25-kg-Gewichtweitwurf mit 42 Jahren der älteste Olympiasieger in der Leichtathletik wurde.

## Karriere
Beim Kugelstoßen der Olympischen Spiele 1912 in Stockholm konnte McDonald den zweifachen Olympiasieger Ralph Rose besiegen, wobei der Sieg mit 15,34 m zu 15,25 m recht knapp ausfiel. Einen Tag nach dem Kugelstoßen stand das beidhändige Kugelstoßen auf dem Programm, bei dem die besten Versuche mit jeder Hand addiert wurden. Hier gewann Rose mit 27,70 m vor McDonald mit 27,53 m.
Nachdem die Olympischen Spiele 1916 ausgefallen waren, wurden die nächsten Olympischen Spiele in Antwerpen im August 1920 ausgetragen. Im Kugelstoßen wurde McDonald mit 14,08 m Vierter. Am 21. August 1920 stand der Wettbewerb im Gewichtweitwurf auf dem Programm. McDonald gewann mit 11,265 m vor einem anderen gebürtigen Iren, dem Hammerwerfer Pat Ryan, der auf 10,965 m kam. Bei seinem Olympiasieg war McDonald 42 Jahre und 23 Tage alt. Er ist damit der älteste Olympiasieger in der Leichtathletik überhaupt.
McDonald, der Anfang des Jahrhunderts in die USA ausgewandert war, wurde 1909 und 1910 im Kugelstoßen Zweiter bei der Meisterschaft der Amateur Athletic Union (AAU) hinter Rose. 1911 und 1912 gewann er den Titel. Dreimal, 1914, 1919 und 1920, gewann McDonald bei der AAU-Meisterschaft sowohl das Kugelstoßen als auch der Gewichtweitwurf. Den letzten seiner 16 AAU-Titel gewann McDonald 1933 im Gewichtweitwurf, auch hier hält McDonald den Altersrekord.
Pat McDonald war 1,90 m groß und wog 120 kg.

## Namensänderung
Die Veränderung seines Familiennamens beruht darauf, dass bei der Einwanderung seiner ältesten Schwester in die USA ein Einwanderungsbeamter einen Schreibfehler machte. Die Schwester getraute sich nicht, diesen Fehler zu berichtigen, weil sie Angst davor hatte, der Einwanderungsbehörde unangenehm aufzufallen. Alle Familienmitglieder, die nach ihr in die USA auswanderten, mussten dann bei der Einwanderung den gleichen Namen angeben, damit sie als Familienangehörige eingelassen wurden.